# Tulalip
Los tulalip son una tribu amerindia reconocida federalmente que está situada en la población de Marysville (Washington), en los EE. UU. Se consideran sucesores de las tribus snohomish, Snoquialmie, skykomish, samish, Sauk-Suiattle, y otras que hablan una lengua salish, lushootseed ( dxwləšúcid ); la pronunciación lushootseed de Tulalip es dxwlilap.

## Localización
Originalmente habitaban las orillas de los ríos Stillaguamish y Fraser, en las cercanías de las islas Whidbey y Camano, en la zona del Puget Sound. Actualmente tienen una reserva de 22.000 acres adyacente a la ciudad de Everett.

## Demografía
Según el censo de 2000, había registrados 2.632 tulalip. No obstante, en 2004 estaban registrados en la reserva 3.611 individuos.

## Historia

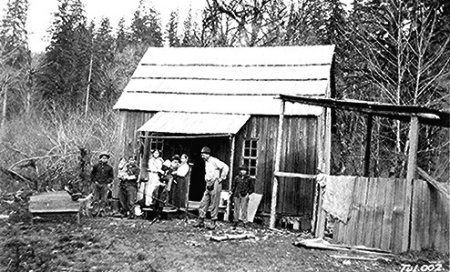
Reserva tulalip, 1916.

Originariamente eran uno de los clanes de los twana, una tribu salish que habitaba en el canal de Hood. Su territorio originario, Hebolb, estaba en la desembocadura del río Snohomish.
Sus antepasados fueron las 22 tribus firmantes del Tratado de Point Elliott en Mukilteo el 22 de enero de 1855, que les garantizaba dinero y derechos de pesca y caza. Su economía se basaba en la pesca del salmón, la recolección de frutos y la caza. 
En 1873 fue creada la Reserva Tulalip por orden del gobierno federal. Al tiempo, en 1857 el p. Chirouse estableció una misión católica con capellanes quebequeses. Esto comportaría un sistema educativo que provocaría el desarraigo y la aculturación tribal, de manera que en 1992 sólo unos 17 ancianos hablaban la lengua lushootseed. 
De 1883 a 1909 la reserva les fue parcelada, rompiendo la propiedad colectiva. En 1934 les obligaron a formar un Consejo Tribal y aprobar una constitución.
Durante los años setenta unos 13.995 acres de tierra tribal fueron vendidos a no indios, de manera que sólo les quedaban 4.571, lo que provocaría numerosas protestas y recursos ante el Tribunal Supremo.
En 1994 compraron la isla de Camano Head, que fue convertida inmediatamente en un importante centro cultural.